# Walter Fischer (Bergsteiger)
Walter Fischer (* 5. Juli 1880 in Dresden; † 23. Mai 1960 ebenda) war ein deutscher Kletterer, Bergsteiger, Alpinist und Rechtsanwalt.

## Leben
Er war der Sohn eines Dresdner Kaufmanns. Nach dem Schulbesuch und einjährigem Militärdienst ging Walter Fischer ab 1901 zum Studium der Rechte an die Universitäten Freiburg im Breisgau, Leipzig und München. 1906 wurde er Referendar in Bad Schandau, später ließ er sich als Rechtsanwalt und öffentlicher Notar in der sächsischen Landeshauptstadt Dresden nieder. In seiner Freizeit beschäftige er sich intensiv mit Klettern und Bergsteigen im Elbsandsteingebirge dies- und jenseits der deutsch-böhmischen Grenze.
Zu seinen besonderen Verdiensten zählen mehrere Erstbesteigungen in der Sächsischen Schweiz, so am Mittleren Hirschgrundturm, am Hohen Torstein (nach ihm benannter Fischerweg) und am Lehnsteigturm.
Er betätigte sich auch als Alpinist gemeinsam u. a. mit Gustav Adolf Kuhfahl im Wettersteingebirge, Wilden Kaiser und in den Dolomiten. 1903 trat er in München dem Alpenklub Berggeist bei.
Ab 1910 beteiligte er sich aktiv an der bergsteigerischen Erschließung des Kaukasus. Am 4. Juli 1914 trat Walter Fischer gemeinsam mit seinem Freund Oscar Schuster sowie zwei Schweizer Bergsteigern erneut eine Kaukasus-Expedition an. Beiden gelang die Erstbesteigung des Dombai-Ulgen, dann aber überraschte der beginnende Erste Weltkrieg die Expedition. Während die Schweizer Bergsteiger als Angehörige eines neutralen Landes ausreisen durften, wurden Fischer und Schuster in Suchumi verhaftet und kamen in russische Internierung. An Malaria erkrankt kamen sie nach einiger Zeit nach Orenburg, wo zur Malaria eine Lungentuberkulose hinzukam. Ende 1916 wurde Schuster in einem Internierungslager in Astrachan inhaftiert, wo er an Typhus erkrankte und schließlich seiner Krankheit am 2. Juni 1917 erlag und drei Tage später beigesetzt wurde. Erst bei Kriegsende 1918 konnte Walter Fischer nach Dresden zurückkehren, wo er wieder seine Rechtsanwaltskanzlei übernahm.